# Sergey
Sergey ist eine politische Gemeinde im Distrikt Jura-Nord vaudois des Kantons Waadt in der Schweiz.

## Geographie
Sergey liegt auf 612 m ü. M., 4 km nordwestlich von Orbe und 11 km westsüdwestlich der Bezirkshauptstadt Yverdon-les-Bains (Luftlinie). Das Bauerndorf erstreckt sich auf dem Jurafussplateaus zwischen der Orbeebene und dem Jura.
Die Fläche des nur gerade 1,5 km² grossen Gemeindegebiets umfasst einen Abschnitt des Jurafussplateaus. Im Bois Gillard wird mit 640 m ü. M. der höchste Punkt von Sergey erreicht. Im Süden erstreckt sich der Gemeindeboden bis an den Rand des Waldes Chassagne, während im Osten der Bach Ruisseau du Vua und ein rechtes Seitentälchen in das Plateau eingetieft sind. Von der Gemeindefläche entfielen 1997 12 % auf Siedlungen, 23 % auf Wald und Gehölze und 65 % auf Landwirtschaft.
Die Nachbargemeinden von Sergey sind im Norden Rances, im Osten Valeyres-sous-Rances, im Südsüdosten Montcherand, im Süden Les Clées und im Westen L’Abergement.

## Bevölkerung
Mit 137 Einwohnern (Stand 31. Dezember 2023) gehört Sergey zu den kleinsten Gemeinden des Kantons Waadt. Von den Bewohnern sind 98,2 % französischsprachig, 0,9 % deutschsprachig und 0,9 % sprechen Niederländisch (Stand 2000). Die Bevölkerungszahl von Sergey belief sich 1900 auf 113 Einwohner. Danach wurde bis 1970 eine Abnahme auf 71 Einwohner verzeichnet, seither hat die Bevölkerung wieder leicht zugenommen.

## Wirtschaft
Sergey ist noch heute ein landwirtschaftlich geprägtes Dorf. Auf den fruchtbaren Böden des Jurafussplateaus wird vorwiegend Ackerbau betrieben, in Dorfnähe gibt es auch Obstbäume. Einige weitere Arbeitsplätze bietet das lokale Kleingewerbe an. Südöstlich des Ortes befindet sich eine grössere Kiesgrube. Da sich Sergey in den letzten Jahrzehnten allmählich zu einer Wohngemeinde entwickelte, sind viele Erwerbstätige Wegpendler, die vor allem in Orbe oder Yverdon arbeiten.

## Verkehr
Die Gemeinde liegt abseits der grösseren Durchgangsstrassen. Die Hauptzufahrt erfolgt von Orbe her. Durch den Postautokurs, der von Orbe nach Vallorbe verkehrt, ist Sergey an das Netz des öffentlichen Verkehrs angebunden.

## Geschichte
Ein Grabhügel aus der späten Eisenzeit zeugt von einer frühen Besiedlung des Gemeindegebietes. Das Dorf entstand vermutlich zu Beginn des 14. Jahrhunderts. Im Mittelalter war Sergey Teil der Herrschaft Les Clées. Mit der Eroberung der Waadt durch Bern im Jahr 1536 wurde das Dorf Teil der Kastlanei Les Clées unter der Landvogtei Yverdon. Nach dem Zusammenbruch des Ancien Régime gehörte Sergey von 1798 bis 1803 während der Helvetik zum Kanton Léman, der anschliessend mit der Inkraftsetzung der Mediationsverfassung im Kanton Waadt aufging. Es wurde 1798 dem Bezirk Orbe zugeteilt.

## Bilder

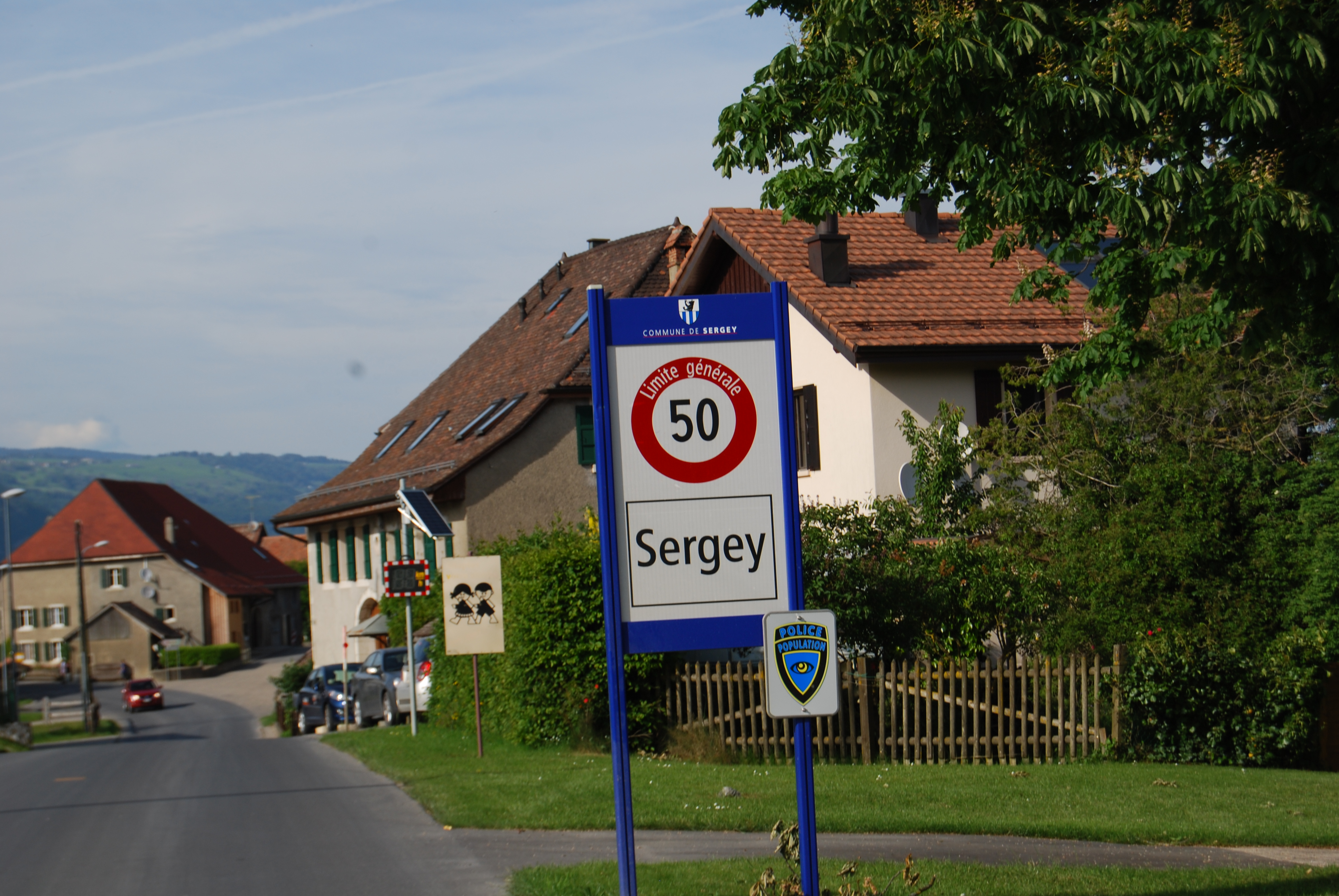
Ortseingang
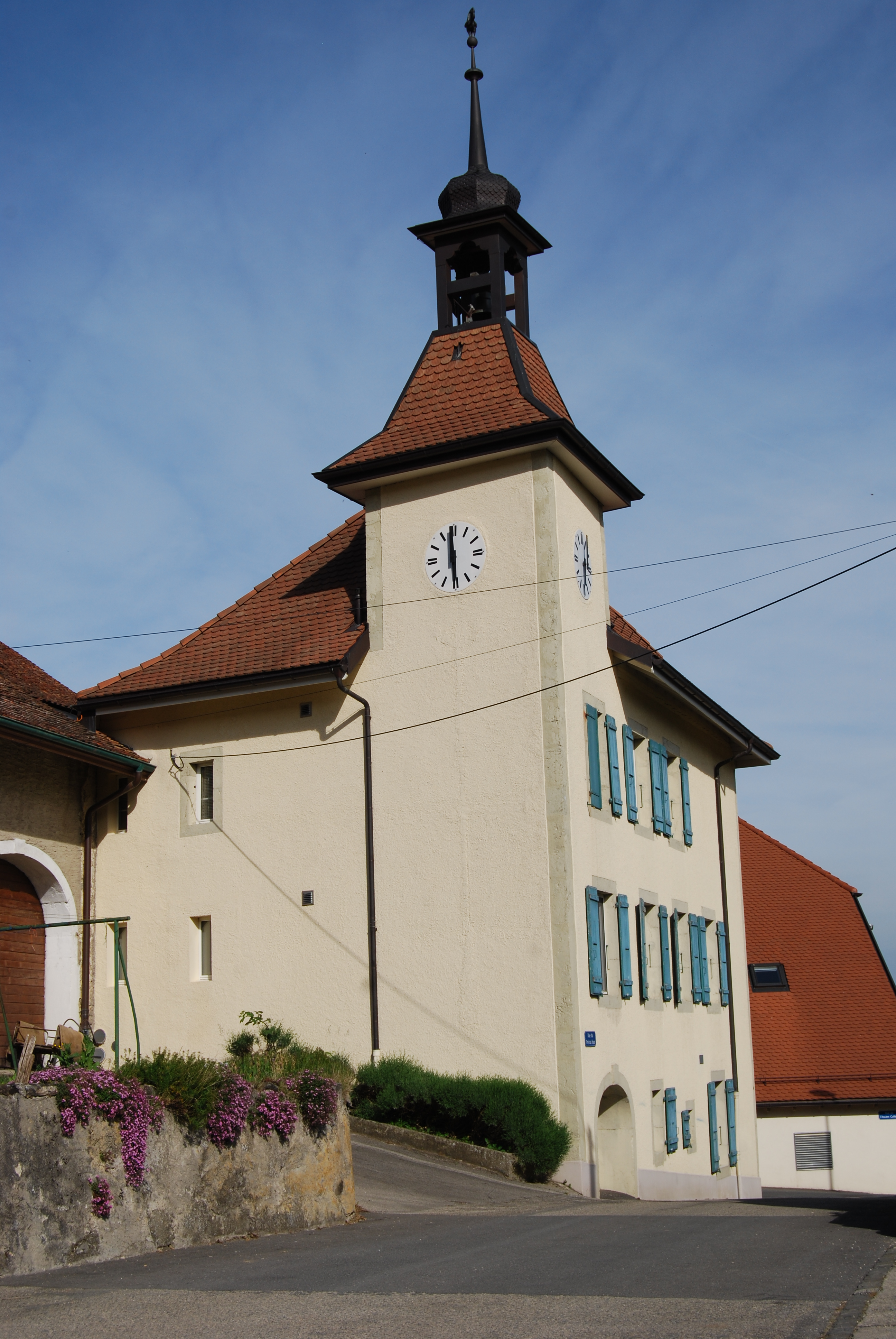
Schulhaus
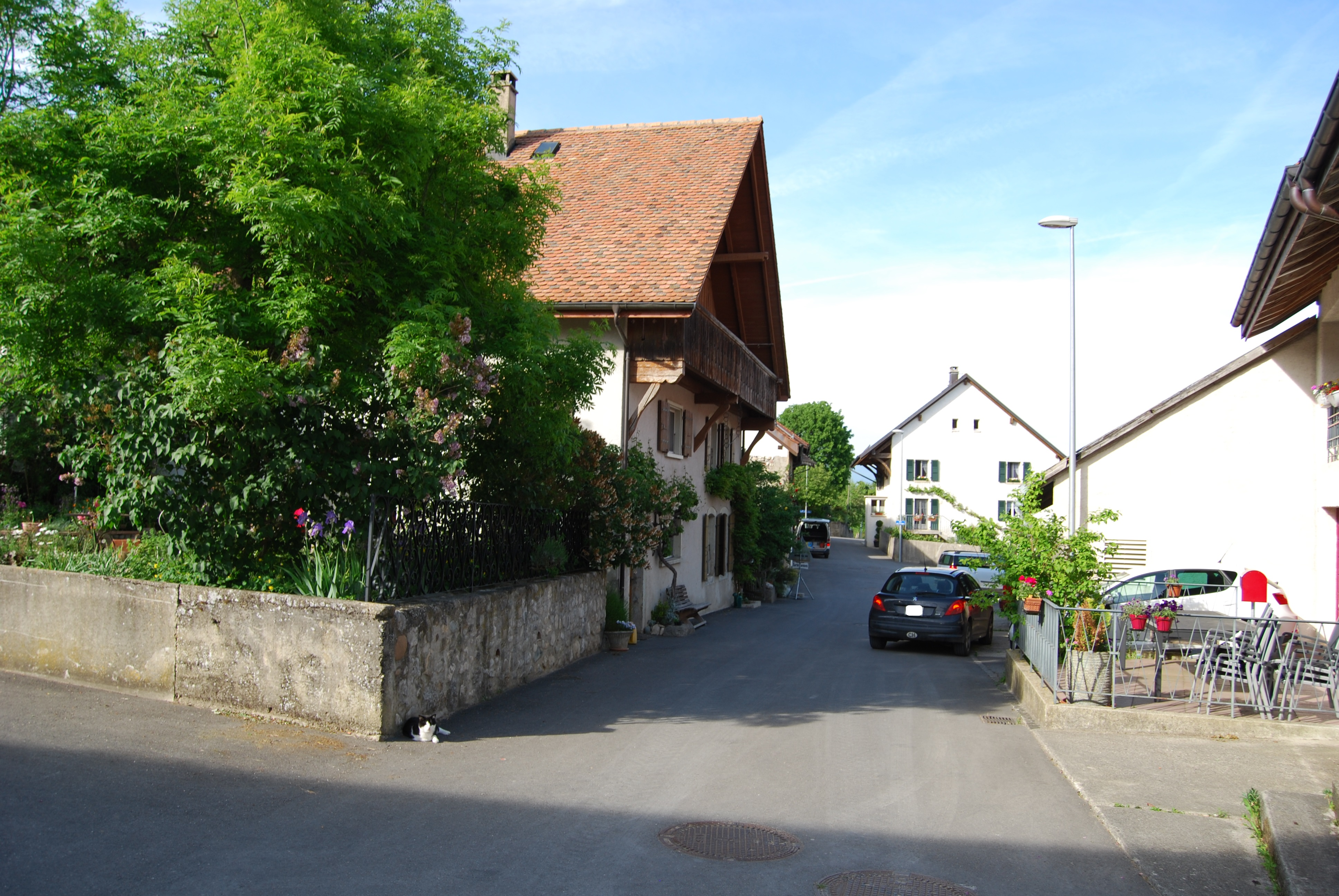
Dorfzentrum
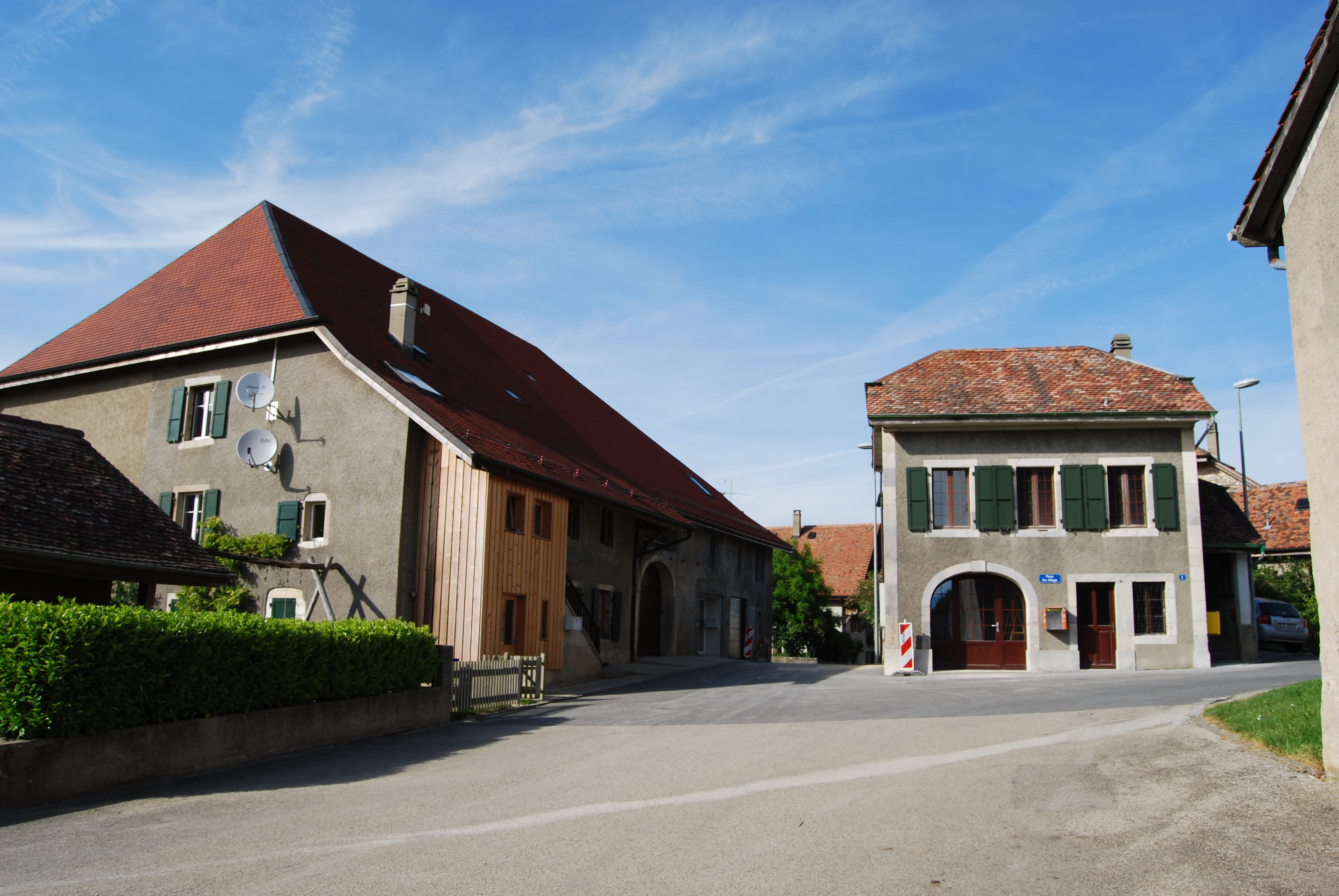
Dorfplatz
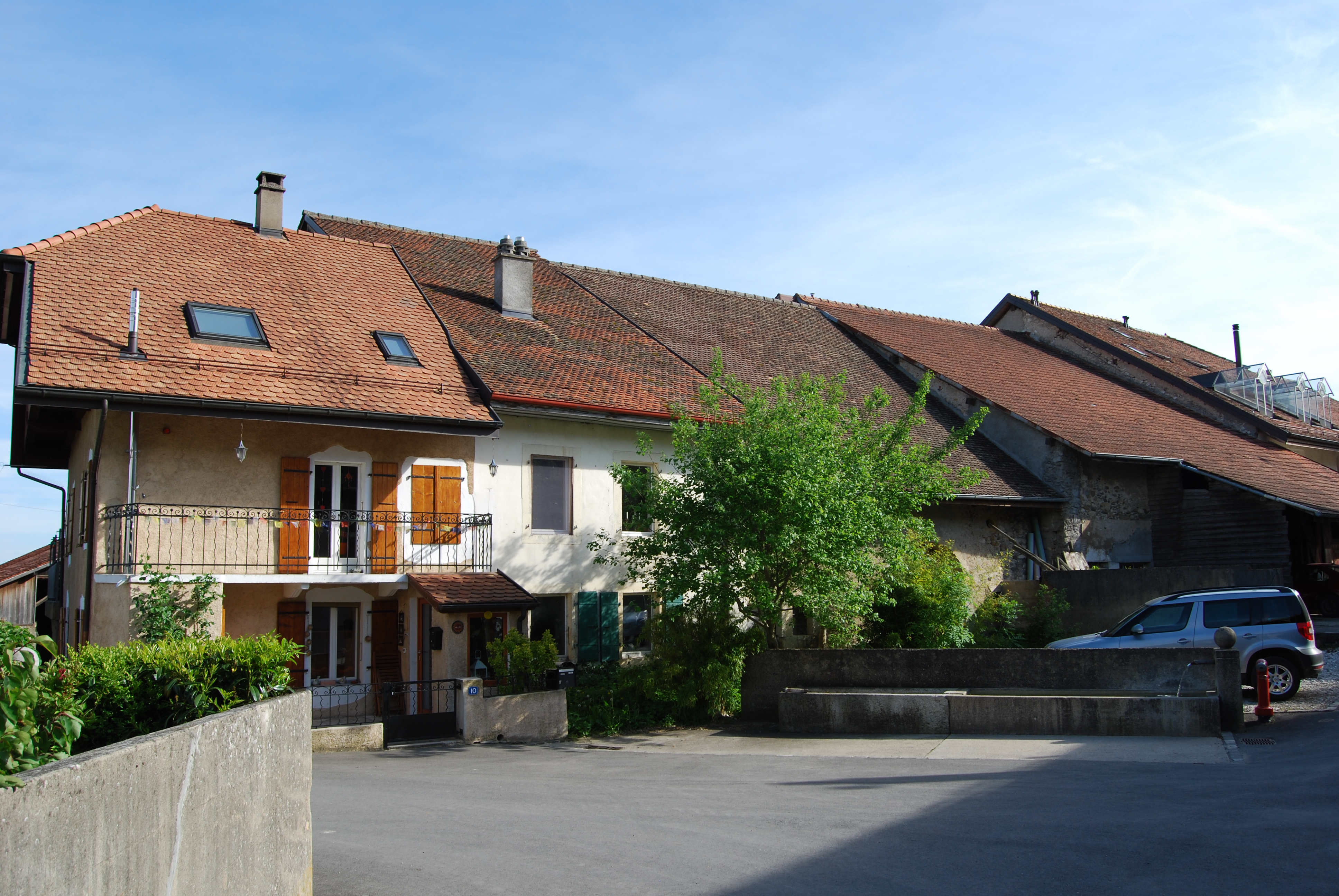
Häuserzeile im Dorfzentrum
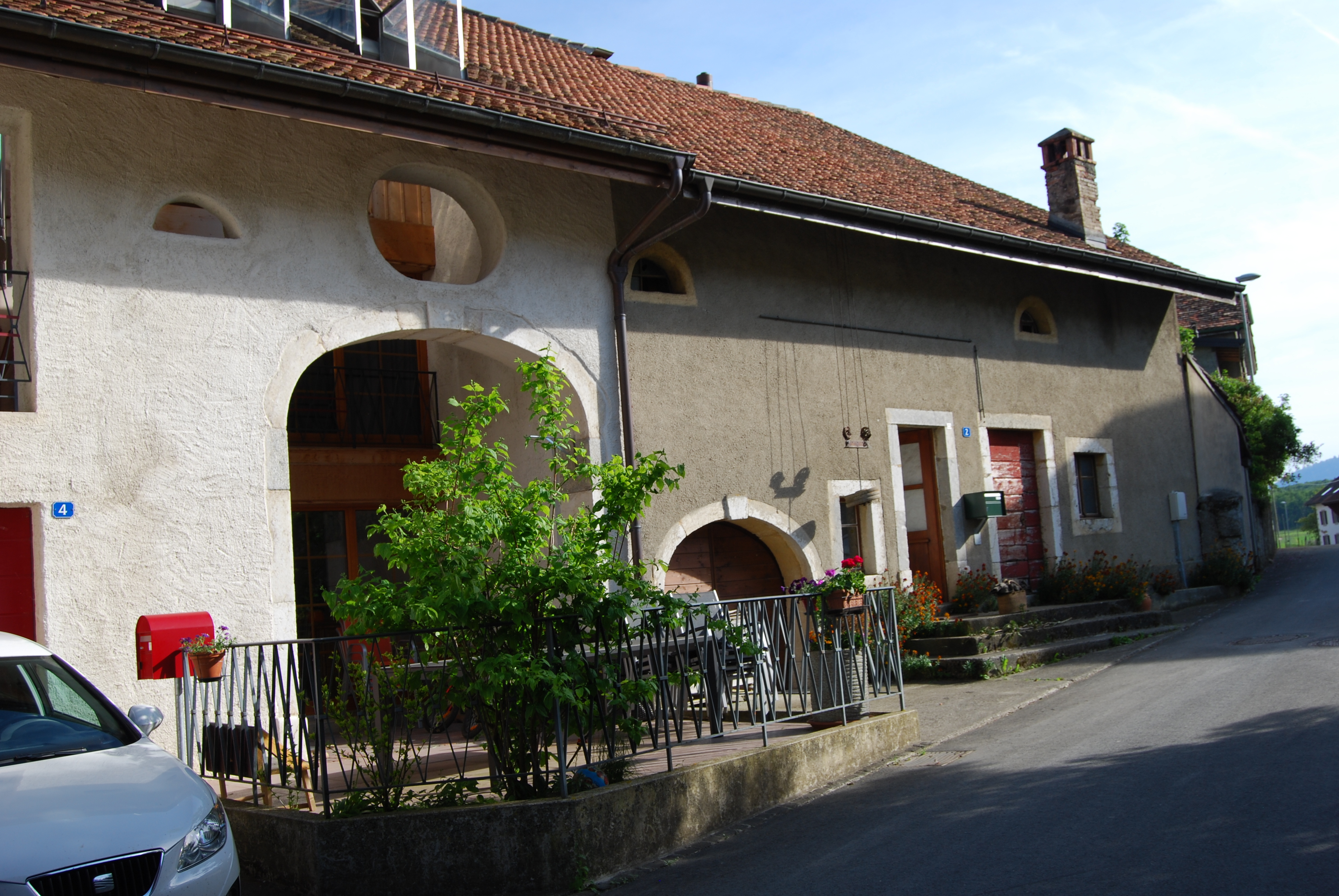
Dorfzentrum